# 川田時志春
川田 時志春（かわだ としはる、1947年12月16日 - ）は東京都出身のプロゴルファー。

## 来歴
1973年の第1回BVD杯フジサンケイトーナメントでは猛暑の中もパットが好調で7バーディー、1イーグルを記録し、9アンダー63でコースレコード68を更新すると同時に初日首位に立ち、2日目には4アンダー68をマークして2位に着けた。
現大会名「フジサンケイクラシック」となった1974年の第2回ではグラハム・マーシュ（オーストラリア）、中村通に次ぐ3位に入る。
1975年の日本オープンでは3日目に69をマークして首位の石井裕士と1打差の2位に浮上し、島田幸作・杉原輝雄と並んでの3位タイに入った。
1976年の中日クラウンズでは3日目に青木功、デビッド・グラハム（オーストラリア）、尾崎将司・宮本康弘と並んで首位のミヤ・アエ（ビルマ）と4打差の2位グループに着け、最終的には青木・呂良煥（中華民国）・小林富士夫と並んでの5位タイに終わった。
1977年の関東オープンでは2日目に6番こそ7mを3パットしてボギーとするが、その他は2mのバーディーパットを3つ、3mのパーパットを決めるなど安定したパッティングを見せて村上隆と並んでの首位タイに浮上。3日目には12番でイーグルを取った今井昌雪も割って入る激しい首位争いを繰り広げ、今井と首位で並んでいた16番では左のラフに入れてピン手前3mにつけたが、打ち切れずボギーで6アンダーとなる。今井と共に首位を守ろうとするあまりパットの微妙なタッチにしくじり、尾崎将の2位タイに終わった。
1977年の三菱ギャランでは2日目に68をマークして杉原・吉川一雄・アエと並んでの8位タイに着け、最終日には榎本七郎・金井清一・島田幸作、川田の実姉を夫人に持ち、義兄弟の関係である安田春雄と並んでの6位タイに入った。
1977年のサントリーオープンでは安田・土山録志、ベン・アルダ（フィリピン）と並んでの10位タイに入った。
1978年にはペプシウィルソントーナメントで最終日に68をマークして前田新作・金井・土山・山本謙太郎・中村稔・矢部昭・横島由一と並んでの9位タイ、長野県オープンでは矢部・小林・内田繁・新井規矩雄・石井・関水利晃・アルダに次ぐと同時に草壁政治と並んでの8位タイに入った。
1978年の表蔵王国際東北オープンでは2日目には井岡誠・木本挙国・青木基正・新井・高橋信雄・田中文雄と並んでの4位タイに着け、最終日には青木基・地引良吉と並んでの5位タイに入った。
1979年の関東プロでは3日目に安田に替わって2位となり、最終的には金井と並んでの2位タイに終わる。
1980年の日本プロマッチプレーでは2回戦で矢部を1アップで下し、準々決勝で安田と対戦したが、試合前には「やりにくいよ」と話しながらも勝負は容赦しなかった安田の楽勝に終わる。日本オープンでは3日目に18番でバーディーを決めるなど、通算6アンダーで、初日から首位を走る菊地勝司に並んでタイとなる 。
1980年の関東オープンでは初日を好コンディションながら難コースでアンダーパーは僅か6人の中、6バーディー、2ボギーの4アンダー68で首位に立つ 。2日目には74とスコアを崩して青木に並ばれ、3日目にはさらに77と崩れて青木と2打差2位となる。最終日は青木と同組になるが、インで崩れて金海繁と並んでの7位タイに終わる。
初日が霧と雨のため中止となり、18ホール・ストロークプレーの1日競技として実施された長野県オープンでは天野勝・内田・安田・新井・関水・矢部・廖国智（中華民国）・金井・アルダを抑えて優勝。
1981年のくずは国際では初日69、最終日67と2日間60台をマークし、中村通と並んでの4位タイに入った。
川奈で行われた最初のフジサンケイクラシック では午後からの激しい雨でサスペンデッドとなった初日に午前の組でプレーし、2アンダー69で首位に立つ。2日目も69で何明忠（中華民国）と並んでの首位タイとなり、通算4アンダーでスタートした3日目にはアウトで3つのバーディを決めて7アンダーとスコアを伸ばし、インに入ってからは風が吹き出したが、1バーディー、2ボギーと手堅くまとめる。堅実なゴルフを続けて3日間69をマークし、青木に2打差迫られながらも、通算6アンダー207で首位を守る。最終日は5番で青木に並ばれたがじっと堪え、2打差のまま迎えた13番パー4の第2打はバンカーに捕まり、砂の中から軽く打った第3打があわやOBという当たりで表情が硬くなる。2パットでダブルボギーを叩くと再び青木に追いつかれ、ラフからの第4打もカップを6mも超えて止まったが、強く打った最初のパットがカップに沈む。16番パー5でピン側に寄せた青木がバーディーを決めて川田にプレッシャーをかけようとしたが、川田も5mのフックラインを見事に読んでバーディー、続く17番パー3でも2.5mに付けてバーディーと勝負を決める。4日間とも69を記録し、青木と最後まで競り合って激闘を演じた 末に通算8アンダーで優勝を決め、2勝目を挙げると同時に川奈最初の王者となった。
日本プロでは練習ラウンドから「ラフに入れるとピンが見えなくなる」と、フェアウエーに落とすことを心掛け、初日も狭いフェアウエーに運ぶと、5バーディー、2ボギーの3アンダー69で回り、内田と共に首位発進する。川田は2日目も69で回るが、最終的には青木・中村・天野・新井・中嶋常幸・山本善隆に次ぐと同時に高橋五月を抑え、鈴木規夫・宮本と並んでの7位タイに終わる。
東芝太平洋マスターズでは2日目に67をマークして磯崎功・呂西鈞（中華民国）と並んでの5位タイに浮上し、3日目には3位青木と1打差の4位に着け、最終日にはダニー・エドワーズ、トム・ワトソン、ジェリー・ペイト、ロン・ヒンクルのアメリカ勢に次ぐと同時に呂と並んでの5位タイで日本勢最上位に入った。
2日間36ホールの短期決戦となった日本シリーズでは最終日に66をマークし、中嶋と並んでの5位タイに入った。
1982年の日本プロ東西対抗では個人戦で西軍の藤木三郎・金本章生と並んでの6位タイ、太平洋クラブマスターズでは尾崎健夫・鈴木・羽川豊と並んでの8位タイに入った。
1982年の広島オープンでは初日を草壁・呂西と共に3アンダー67の首位タイでスタートし、2日目には甲斐俊光・中村通・羽川と並んでの3位タイに着け、3日目には8位、最終日には中村・石井秀夫・海老原清治・高井吉春・森憲二と並んでの9位タイに入った。
1983年の関東オープンでは初日を中嶋・村上・磯崎と並んでの11位タイでスタートすると、2日目には好コンディションながらスコアを伸ばせない中で69をマークし、首位の川俣茂と1打差2位に着ける。3日目には前日首位の川俣が80を叩いて後退する中をイーブンパーで2位を守る。最終日には前日首位の尾崎将がアウトで41を叩いて崩れたことで新井・藤木との争いになったが、尾崎将が16番でイーグルをとって盛り返す中で脱落し、長谷川勝治・中嶋と並んでの4位タイに入った。
1984年の関東オープンでは初日2アンダーで湯原信光・中川泰一と共に首位に立ち、2日目もスコアを伸ばし、66のベストスコアで急浮上した河野高明と共に首位に並び、最終的には3位に終わる。群馬オープンでは新井・大町昭義に次ぎ、泉川ピート・岩下吉久・土山・中村稔・森と並んでの4位タイに入った。
1985年の埼玉オープンでは初日を中島秀徳と並んでの5位タイでスタートし、最終日には中尾豊健と共に水巻善典の2位タイに入った。富山県オープンでは初日を石井秀夫と並んでの5位タイでスタートし、最終日には4位に入った。
1985年の関東オープンでは金井の2位、1986年の東海クラシックでは倉本昌弘・前田新作に次ぐ3位に入った。
1988年の埼玉オープンでは初日を森と共に67をマークして首位タイでスタートしたが、最終日には安田と並んでの3位タイに終わった。
1990年の関東オープンを最後にレギュラーツアーから引退。

## 主な優勝
- 1980年 - 長野県オープン
- 1981年 - フジサンケイクラシック